# Майське сільське поселення (Абатський район)
Ма́йське сільське поселення (рос. Майское сельское поселение) — муніципальне утворення у складі Абатського району Тюменської області, Росія.
Адміністративний центр — селище Майський.

## Історія
3 листопада 1923 року були утворені Маслянська сільська рада та Сичовська сільська рада. 17 червня 1954 року Маслянська та Сичовська сільради об'єднані в Старомаслянську сільську раду. 3 квітня 1958 року була утворена Майська сільська рада. 24 березня 1960 року ліквідована Старомаслянська сільрада.
2004 року Майська сільська рада перетворена в Майське сільське поселення.

## Населення
Населення — 1007 осіб (2020; 1100 у 2018, 1369 у 2010, 1867 у 2002).

## Склад
До складу поселення входять такі населені пункти:
| Населений пункт      | Населення, осіб (2002) | Населення, осіб (2010) |
| -------------------- | ---------------------- | ---------------------- |
| Майка, селище        | 88                     | 45                     |
| Майський, селище     | 1131                   | 886                    |
| Мішалкина, присілок  | 129                    | 72                     |
| Пайкова, присілок    | 176                    | 133                    |
| Сержанка, присілок   | 3                      | 0                      |
| Стара Маслянка, село | 274                    | 189                    |
| Чупіна, присілок     | 66                     | 44                     |